# Эннигерло
Эннигерло (нем. Ennigerloh) — город в Германии, в земле Северный Рейн-Вестфалия.
Подчинён административному округу Мюнстер. Входит в состав района Варендорф.  Население составляет 19 701 человек (на 31 декабря 2010 года). Занимает площадь 125,15 км². Официальный код  —  05 5 70 020.
Город подразделяется на 4 городских района.